# Sankta Maria minor kyrka
Sankta Maria minor kyrka var en medeltida kyrka i Lund, som låg i den södra delen av kvarteret Maria minor, mellan Stora Södergatan och Botulfsplatsen, nära Västra Mårtensgatan.
Kyrkan Sankta Maria minor var den mindre av de två Maria-kyrkorna i Lund. Den större var Sankta Maria magle kyrka, som byggdes senare. Kyrkan byggdes som en stavkyrka i trä under senare delen av 1000-talet och ersattes av en stenkyrka under 1100-talet på samma plats. Denna revs efter reformationen i Danmark 1536. 
I samband med nybyggnation i början av 1900-talet tog Kulturen hand om lämningarna och återuppbyggde dem på Kulturen längs Sankt Annegatan 1911 och 1914. Ruinen är placerad mellan norra gaveln på Locus Peccatorum och sydgaveln på Rustmästarebostaden. Ruinerna består av omkring 1,5 meter höga delar av yttermurarna, med ena långsidan och absiden.
I en skriftlig källa från perioden 1095-1103 anges att kung Erik Ejegod skänkte kyrkan tillsammans med en stor godsmassa till prostämbetet vid domkapitlet. Sannolikt revs träkyrkan strax efter att den donerats till domkapitlet och ersattes med en romansk kyrka av sten.
Kyrkan och dess kyrkogård undersöktes arkeologiskt 1911, 1914, 1926 och våren 2020. Träkyrkan hade ett nästan kvadratiskt 8 gånger 8 meter stort kor och det rektangulära långhuset bör då ha varit 16 meter långt och 10 meter brett. Inne i kyrkan fanns det två rader med grova stolpar av ek både i koret och långhuset, och de bar upp kyrkans tak och gjorde kyrkan treskeppig. Plankorna i kyrkans väggar var 48 till 61 cm breda och 17 till 22 cm tjocka och gjorda av kluvna ekstammar där stammens naturligt runda sida utgjorde kyrkans utsida. Både stolparna och väggplankorna stod nedgrävda i jorden. Det fanns också en brunn gjord av en urholkad ekstam inne i kyrkan, men det fanns annan bebyggelse på platsen innan kyrkan byggdes, varför brunnen kan ha hört till tidigare bebyggelse. 
Den ursprungliga romanska stenkyrkan bestod av ett långhus och ett kor med absid. Senare fick kyrkan även ett vapenhus i söder och ett torn i väster, som var byggda i tegel. Det fanns två ingångar till kyrkan på dess södra sida, en i koret som var till för kyrkans präster och en i långhuset som var till för församlingsmedlemmarna. Kyrkan hade invändigt ett stort kapitäl gjort av granit. Det kan ha stått på en kolonn i mitten av kyrkan och burit upp en triumfbåge. Golvet var gjort av kalktuff i både långhuset och koret.
Kyrkan drabbades av en brand, sannolikt under 1200-talet, och efter det förnyades den med tribun- och triumfbågar och golvet i långhuset täcktes med tegel. Golvet i koret fick först ett nytt golv med kalktuff, men täcktes senare flera gånger med murtegel. Det kan också ha gjorts för att göra platsen för altaret högre. Under altaret i absiden fanns en kammare där det kan ha förvarats reliker. Det fanns också ett lekmannaaltare och två sidoaltare i östra delen av långhuset. Längs med väggarna i långhuset fanns uppmurade sittbänkar av sten.
Kyrkan raserades efter reformationen i Danmark 1536.